# Île Hog
L'île Hog est une des sept îles de la baie de Malpèque au Nord-Est de l'île du Prince-Édouard au Canada.

## Géographie
De forme allongée, elle se présente comme une barrière s'étendant à l'entrée de la baie de Malpèque. 

## Histoire
Des recherches archéologiques ont démontré, en 2012, l'occupation fort lointaine de l'île.